# 1121.
◄ | 11. stoljeće | 12. stoljeće | 13. stoljeće | ►
◄ | 1090-ih | 1100-ih | 1110-ih | 1120-ih | 1130-ih | 1140-ih | 1150-ih | ►
◄◄ | ◄ | 1118. | 1119. | 1120. | 1121. | 1122. | 1123. | 1124. | ► | ►►
Arhitektura • Astronomija • Knjige • Književnost • Kršćanstvo • Medicina • Pravo • Promet • Znanost

## Događaji
- 22. travnja – uhićen i utamničen rimski protupapa Grgur VIII., pravim imenom Maurice Bourdin, rođen u francuskoj pokrajini Limousin
- 12. kolovoza – Bitka kod Didgorija između gruzijske i tursko-seldžučke vojske završila je iznenađujućom pobjedom Gruzijaca kojih je bilo znatno manje nego Seldžuka, ali su nadmudrili potonje učinkovitom ratnom taktikom

## Smrti
- 10. veljače - Domnall Ua Lochlainn, vladar sjevernog dijela irskog otoka koji je nosio naslov kralja Ailecha i velikog kralja Irske (* 1048. - † 10. veljače 1121.)
- 2. ožujka - Floris II., grof nizozemske pokrajine Holandije (* 1085. - † 2. ožujka 1121.)

## Vanjske poveznice
|  | Zajednički poslužitelj ima još gradiva o temi 1121. |